# Zatoka Barierowa
Zatoka Barierowa (ang. Barrier Bay, norw. Barrierevika) – zatoka w Antarktydzie Wschodniej, między wybrzeżem a zachodnim krańcem Zachodniego Lodowca Szelfowego. 

## Nazwa
Nazwa zatoki nawiązuje do bariery lodowej – dawnego określenia lodowca szelfowego . 

## Geografia
Otwarta zatoka przybrzeżna w Antarktydzie Wschodniej, między wybrzeżem a zachodnim krańcem Zachodniego Lodowca Szelfowego . 
Lodowiec jest ostoją ptaków IBA z uwagi na kolonie pingwinów cesarskich . Jedna kolonia zamieszkuje obszar lodu morskiego przy północno-zachodnim krańcu lodowca, a druga zlokalizowana jest w zachodniej części lodowca w Zatoce Barierowej . Kolonia w Zatoce Barierowej została po raz pierwszy zaobserwowana w grudniu 2009 roku . Przeprowadzono liczenie piskląt – było ich 295 . Ptaki obserwowano przez kolejne trzy lata, potwierdzając, że Zatoka Barierowa jest ich miejscem lęgowym .  

## Historia
Zatoka została zmapowana na podstawie zdjęć lotniczych wykonanych przez Larsa Christensena (1884–1965) podczas norweskiej wyprawy w latach 1936–1937 . Obiekt otrzymał nazwę Barrierevika (pol. „Zatoka Barierowa”) .  